# Paramine

Schema di utilizzo dei paramine per dragaggio protettivo

Nella Seconda guerra mondiale i paramine erano congegni utilizzati per il dragaggio protettivo a difesa delle navi che percorrevano zone di mare presumibilmente minate.
I paramine erano tubi metallici vuoti al loro interno, a forma di siluro, muniti di alette e piani deviatori che, durante il moto della nave trainante, li mantenevano in posizione immersa e divergente, a circa 35 metri di distanza dalle fiancate della nave stessa (vedi schema).
I paramine erano posizionati a poppa della nave (solitamente un cacciatorpediniere o una torpediniera), uno per lato, e in posizione di sgombero erano fissati a due appositi sostegni o gruette (vedi foto). 
Durante l'utilizzo erano invece assicurati alla prora mediante un cavo, lungo il quale erano disposte delle cesoie in grado di tagliare il cavo di ormeggio delle mine, facendole quindi venire a galla dove potevano essere facilmente distrutte a colpi di mitragliatrice o di fucile.
Quando i paramine vengono trainati da navi veloci, che precedono una forza navale per assicurare un corridoio di sicurezza libero da mine, si parla di "dragaggio in corsa".
Particolarmente delicate e impegnative per il Comandante erano le manovre di accostata durante il dragaggio, in quanto vi era il rischio di incrociare i cavi di traino con conseguente blocco del dragaggio a scapito della sicurezza della forza navale, in particolare durante le operazioni di dragaggio in corsa a protezione delle formazioni da battaglia.
|  |  |  |  |